# Broadcasting

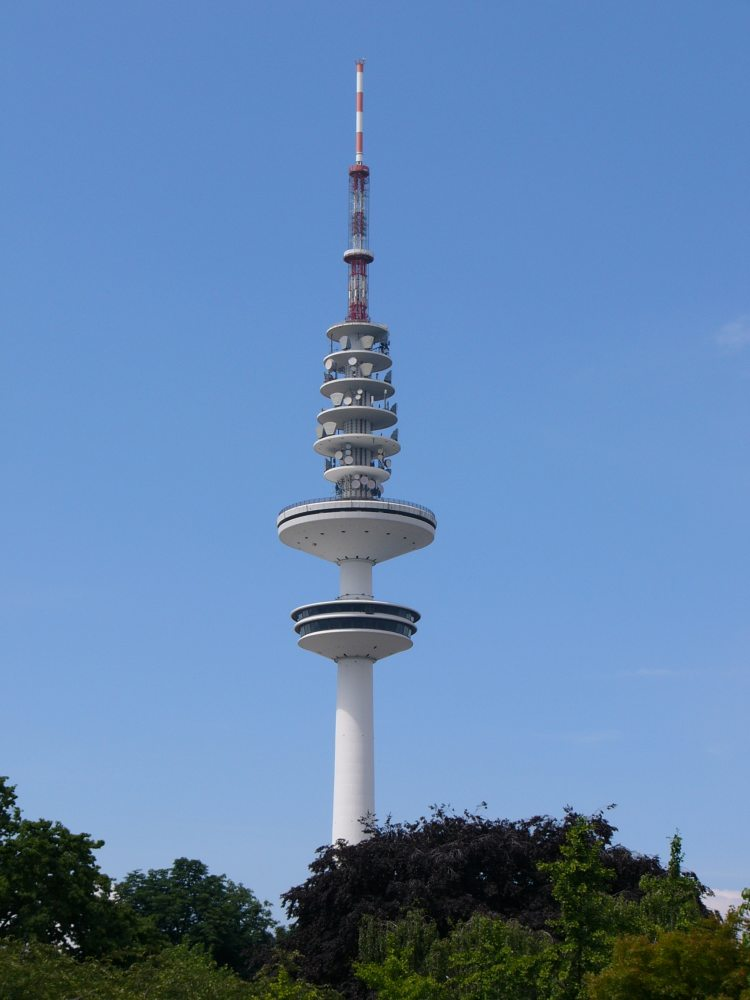
Trasmettitore posto su torre per la diffusione radiotelevisiva ad Amburgo, in Germania.

Per radioaudizione circolare, dall'inglese broadcasting, nelle telecomunicazioni, s'intende la trasmissione di informazioni da un sistema trasmittente ad un insieme di sistemi riceventi non definito a priori.

## Uso del termine
Nel mondo della radio e nella televisione, il termine broadcasting indica anche il livello di qualità richiesto per trasmissioni commerciali a grande diffusione, e gli strumenti professionali utilizzati per ottenerlo.
Nelle reti di calcolatori, il termine ha un significato simile: un pacchetto inviato a un indirizzo di tipo broadcast verrà consegnato a tutti i computer collegati alla rete (ad esempio, tutti quelli su un segmento di rete ethernet, o tutti quelli di una sottorete IP).
A volte, per contenuti web, si usa impropriamente il termine broadcast invece di streaming.
In origine, tutte le trasmissioni radiofoniche erano costituite da segnali analogici che utilizzavano tecniche di trasmissione analogiche, ma negli anni 2000 le emittenti sono passate a segnali digitali che utilizzavano tecniche di trasmissione digitale. Un segnale analogico è un qualsiasi segnale continuo che rappresenta un'altra quantità, t.е. Analogo a un altro valore. Ad esempio, in un segnale audio analogico, la tensione istantanea del segnale varia continuamente con la pressione delle onde sonore. Al contrario, un segnale digitale rappresenta la quantità originale variabile nel tempo come una sequenza discretizzata di valori quantizzati, il che impone alcune limitazioni sulla larghezza di banda e sulla gamma dinamica per rappresentare la quantità. Nell'uso comune, la radiodiffusione si riferisce più spesso alla trasmissione di informazioni e programmi di intrattenimento da una varietà di fonti al pubblico in generale:
- Radio analogica (AM, FM) vs radio digitale (radio HD), radio digitale (DAB), radio satellitare e radio digitale mondiale (DRM)[5][6][7]
- TV analogica vs TV analogica. televisione digitale
- Senza fili

## Caratteristiche
L'esempio più classico è costituito da un trasmettitore radio di grande potenza e da un gran numero di ricevitori montati nelle automobili o nelle case. In questo caso, tutti i ricevitori situati nell'area di copertura del trasmettitore riceveranno il segnale, e il trasmettitore non potrà sapere esattamente con chi ha comunicato.
La trasmissione broadcasting è unidirezionale. Le informazioni sono inviate dal trasmettitore ai ricevitori, senza canale di ritorno e senza sicurezza che le stesse riescano ad essere consegnate. In opposizione alle comunicazioni broadcasting, ci sono le comunicazioni punto-punto (point-to-point) o bidirezionali.

## Ingegneria delle trasmissioni
L'ingegneria delle trasmissioni è il campo dell'ingegneria elettrica e ora, in una certa misura, dell'ingegneria informatica e della tecnologia dell'informazione che si occupa di trasmissioni radiotelevisive. Anche l'ingegneria audio e l'ingegneria delle radiofrequenze sono parti importanti dell'ingegneria delle trasmissioni, essendo sottoinsiemi propri dell'ingegneria elettrica.
Lo sviluppo delle trasmissioni radiofoniche comprende sia gli aspetti relativi agli studi e ai trasmettitori, sia le trasmissioni a distanza. Ogni stazione ha un tecnico di trasmissione, anche se ora è possibile servire un intero gruppo di stazioni in una città. Nei mercati dei media più piccoli, un ingegnere può lavorare su base contrattuale per una o più stazioni, a seconda delle necessità.